# Zane Robertson
Pour les articles homonymes, voir Robertson.
Zane Robertson (né le 14 novembre 1989 à Hamilton) est un athlète néo-zélandais, spécialiste du fond.
Il a un frère jumeau, Jake Robertson, également coureur de fond, avec lequel il s'entraîne depuis l'âge de 17 ans au Kenya, dans la vallée du Rift.
Son meilleur temps sur 5 000 m est de 13 min 13 s 83, obtenu à Heusden-Zolder le 13 juillet 2013. Il remporte la médaille de bronze sur 5 000 m lors des Jeux du Commonwealth de 2014.
Sur semi-marathon, il établit un record d'Océanie en 2015 à Marugame en 59 min 47 s, et sur mMarathon un record national à 2 h 8 min 19 s en 2019 à Gold Coast.
En 2023 il est suspendu pour une durée de huit ans en raison d'un contrôle positif à l'EPO en 2022, et de falsification de documents pendant sa défense.